# ヴィニャーレ
ヴィニャーレ (Vignale) は、かつて存在したイタリアのコーチビルダーであり、現在はフォードのブランドの一つである。カロッツェリア アルフレード・ヴィニャーレ (Carrozzeria Alfredo Vignale) は1948年にトリノのチリアーノ通り( Via Cigliano)でグルリアスコ生まれのアルフレード・ヴィニャーレ (Alfredo Vignale) により設立された。

## 概要
フィアット・500 トッポリーノに架装された最初のボディは1948年に、続いて特製のフィアット・1100が造られた。ヴィニャーレの顧客のほとんどはチシタリア、アルファロメオ、フェラーリ、フィアット、マセラティ、ランチアといったイタリアの企業であった。1968年にヴィニャーレはタトラ・613のボディをデザインした。ヴィニャーレがデザインし製造する車はこれらの自動車製造会社の主な量産車からの派生車種で、通常は少数生産であった。
ヴィニャーレはジョヴァンニ・ミケロッティとは密接な協力関係を保っていた。
ヴィニャーレは1969年にカロッツェリア・ギアも保有していたデ・トマソ社によって買収されたが、両社とも1973年にフォードに売却され、ヴィニャーレのブランドは1974年に消滅した。
1987年、フォードはデトロイトオートショーにてリンカーンバイヴィニャーレと名付けられたコンセプトカーを出展、1993年にはジュネーヴモーターショーにて当時フォードの傘下にあったアストンマーティンがラゴンダ・ヴィニャーレと名付けられたコンセプトカーを出展している。フォードはまた、2004年のパリモーターショーに出展したフォード・フォーカスヴィニャーレというコンセプトカーでヴィニャーレの名称を再度使用したが、量産車はフォード・フォーカス クーペ＝カブリオレ（Ford Focus Coupé-Cabriolet）という車名になった。
2013年9月、フォード・オブ・ヨーロッパはヴィニャーレの名称をフォードの欧州限定高級サブブランドとして復活させる計画を発表した。GMCのデナリのように既存のフォード車の最上級グレードとして設定され、内外装や装備がアップグレードされる。また、厳選されたディーラーに専用のラウンジが設けられて販売される。ヴィニャーレの名を冠する最初の車種はモンデオで、同月のフランクフルトモーターショーにコンセプトモデルが出展された。翌2014年4月にはミラノデザインウィークにてS-MAXのヴィニャーレコンセプトが出展された。この他にもクーガとギャラクシーにもヴィニャーレ版が設定される可能性があると報じられている。
2015年4月、フォード・ヴィニャーレ・モンデオの市販モデルが発表された。翌5月からイギリスで発売が開始される。価格は29,045ポンド。

## 代表作
ヴィニャーレには自社でデザインして製作した車と他社（者）がデザインした車のボディ製造のみを担当した車がある。
| 車名                                       | 年度   | デザイナー                   | 備考                   |
| ------------------------------------------ | ------ | ---------------------------- | ---------------------- |
| フィアット・8V デーモンルージュ            | 1952年 |                              |                        |
| フェラーリ・340スパイダー ヴィニャーレ     | 1953年 |                              |                        |
| フェラーリ・500モンディアル ヴィニャーレ   | 1953年 |                              |                        |
| マセラティ・3500GT スパイダー ヴィニャーレ | 1959年 | ジョヴァンニ・ミケロッティ   |                        |
| マセラティ・3500GT セブリング              | 1965年 |                              |                        |
| フィアット・1300/1500 クーペ               | 1962年 |                              |                        |
| ダイハツ・コンパーノ バン                  | 1962年 |                              |                        |
| ダイハツ・スポーツ                         | 1963年 |                              | クーペとコンバーチブル |
| マセラティ・メキシコ                       | 1965年 | ジョヴァンニ・ミケロッティ   |                        |
| ジェンセン・インターセプター               | 1966年 | カロッツェリア・トゥーリング |                        |
| フィアット・124 クーペ・エヴェリネ         | 1966年 |                              |                        |
| フィアット・500 スパイダー・ガミーネ       | 1967年 |                              |                        |
| フィアット・125 クーペ・サマンサ           | 1967年 |                              |                        |
| タトラ・613                                | 1968年 |                              |                        |
| マセラティ・インディ                       | 1968年 | ジョヴァンニ・ミケロッティ   |                        |

## ギャラリー

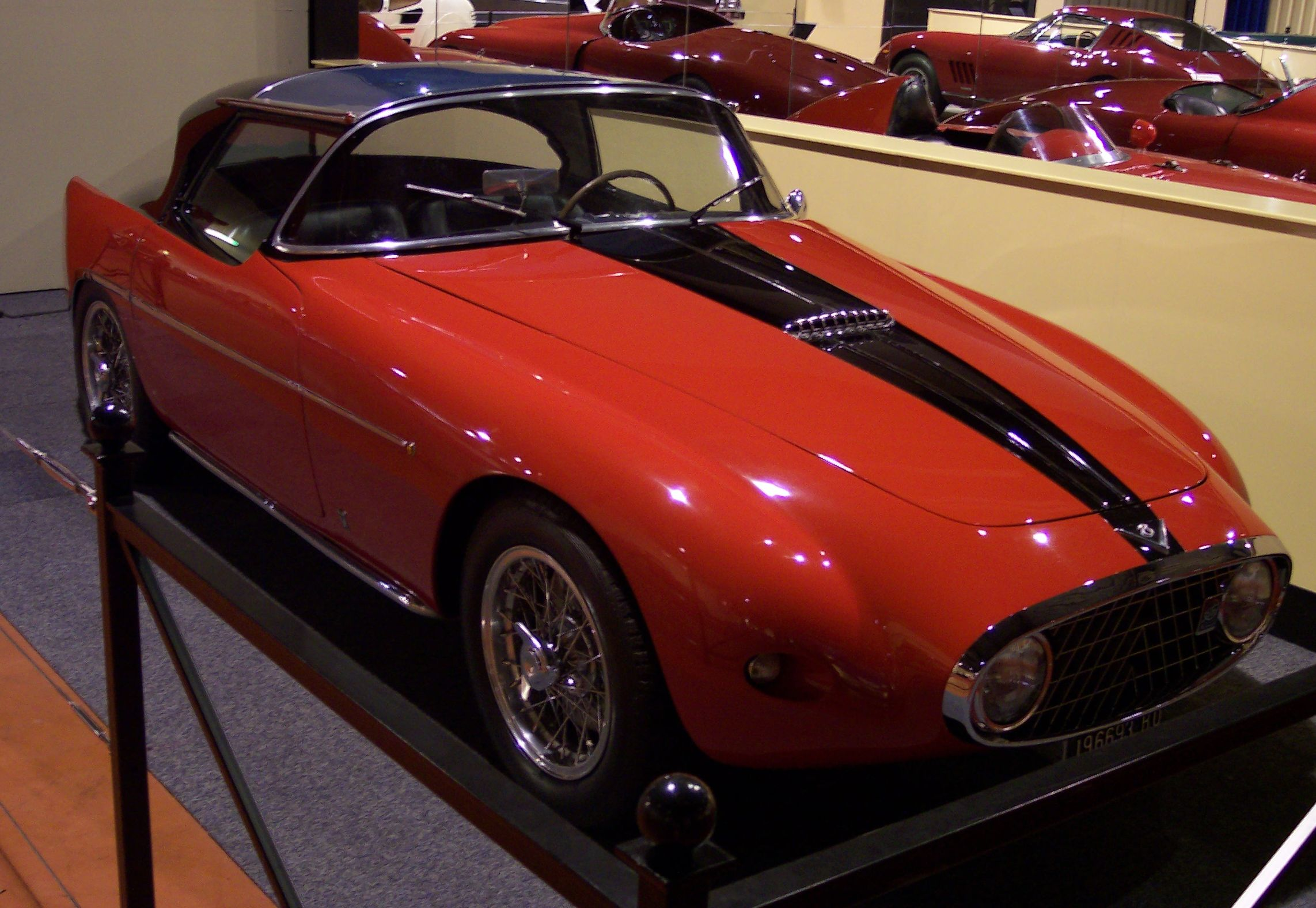
フィアット・8V デーモンルージュ（1952年）
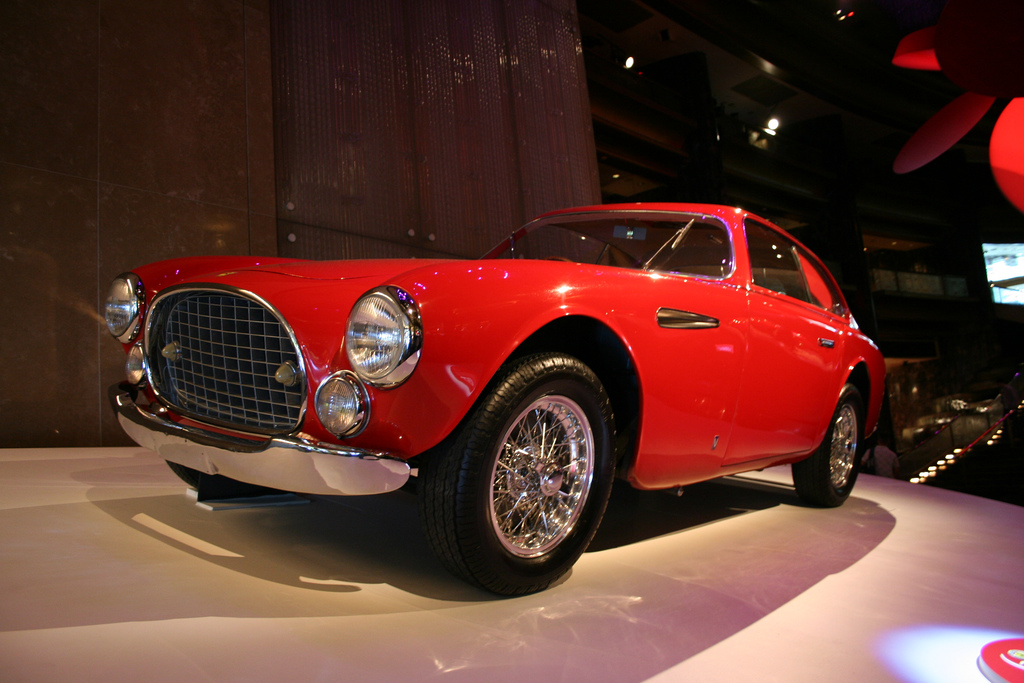
フェラーリ・212 インテル（1951年）
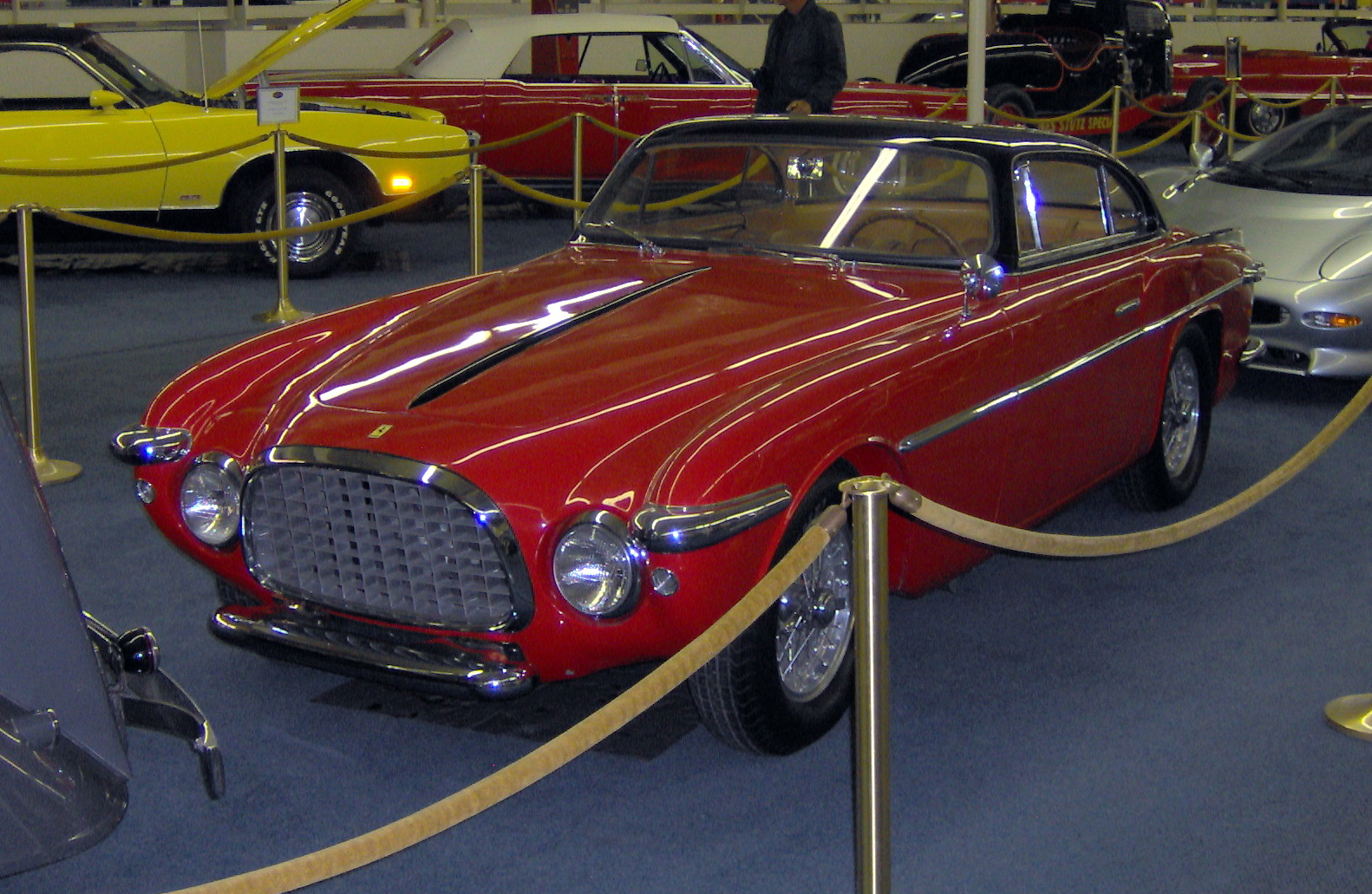
フェラーリ・212（1952年）
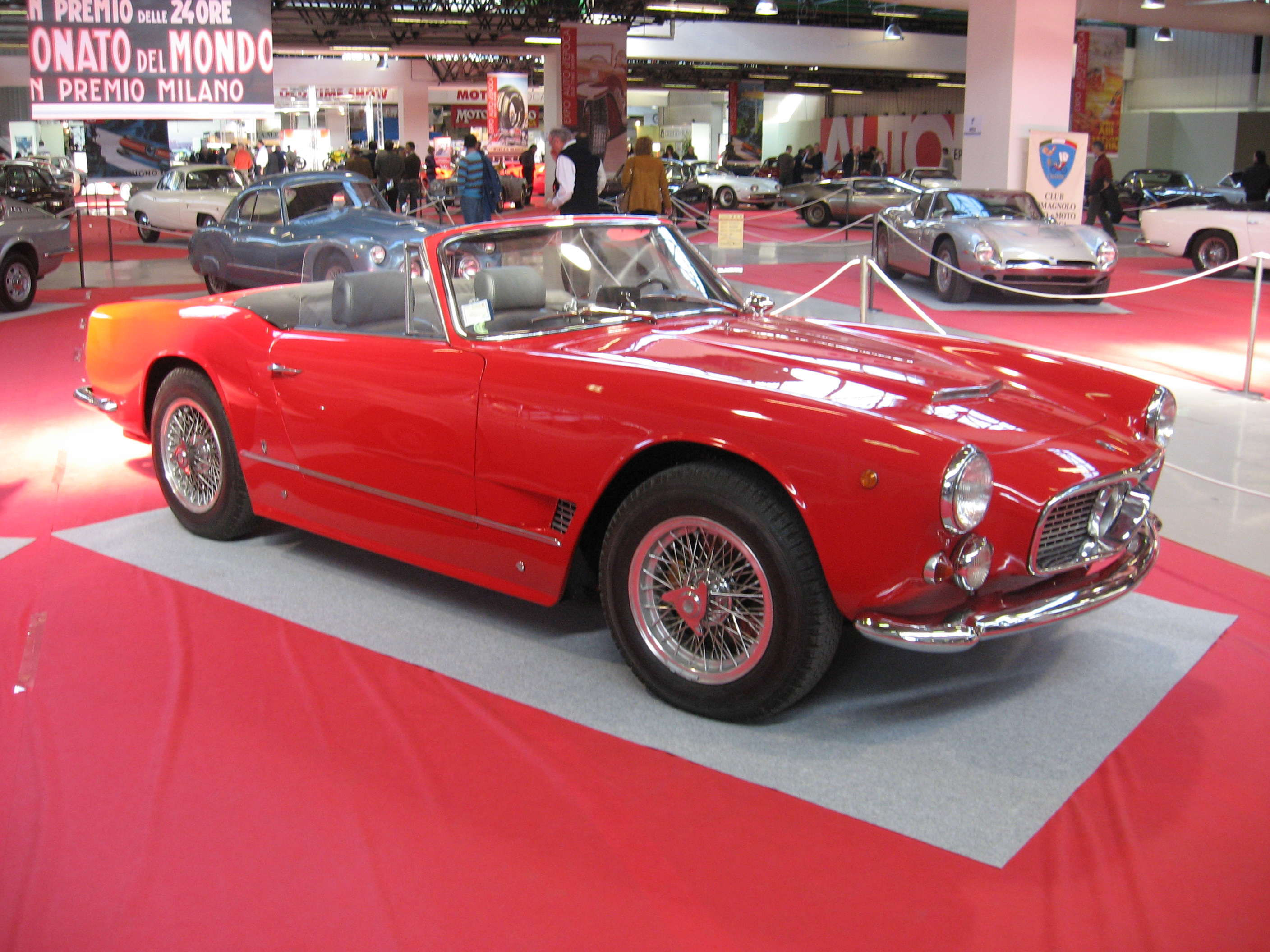
マセラティ・3500GT スパイダー ヴィニャーレ（1959年）
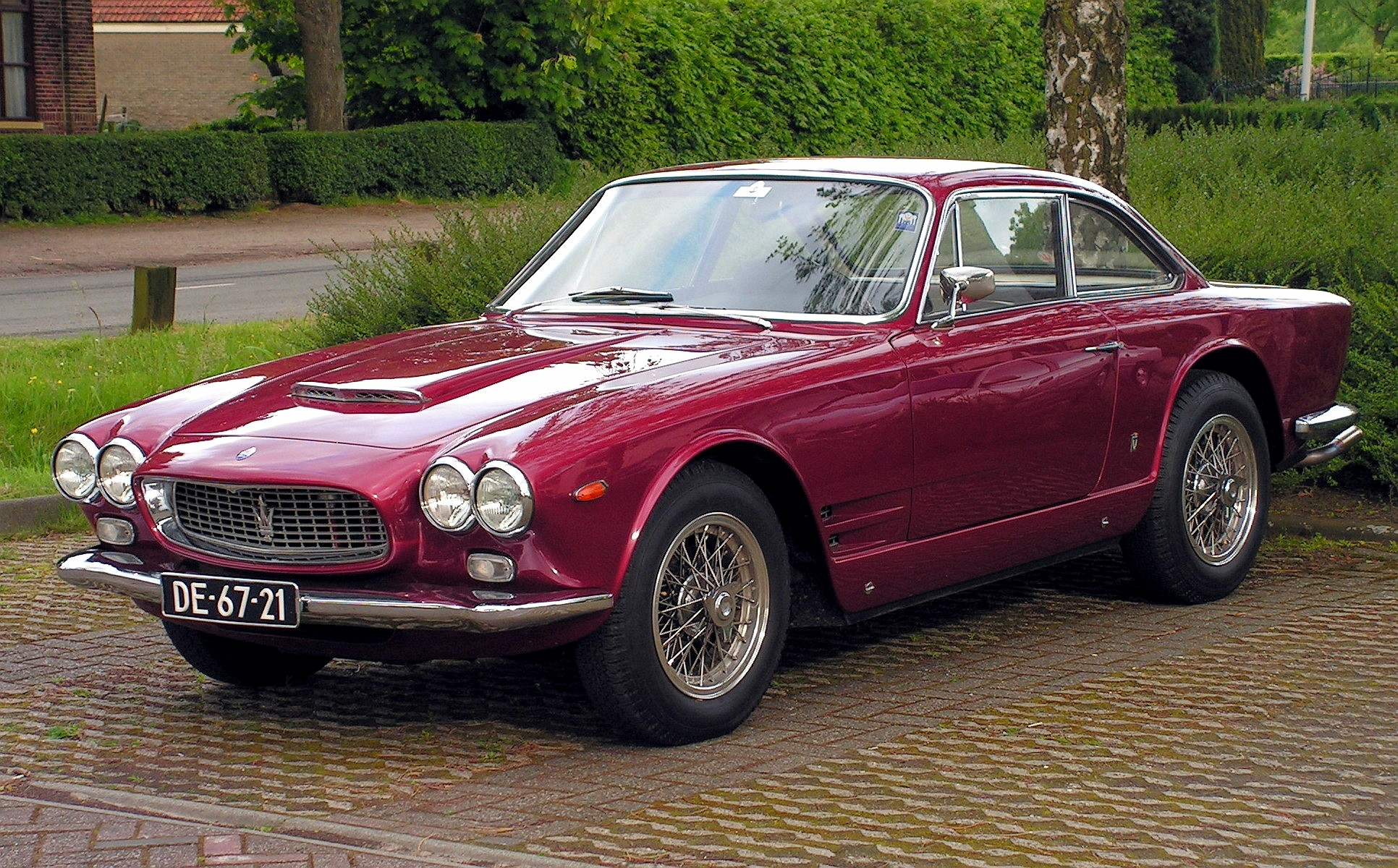
マセラティ・3500GT セブリング（1965年）
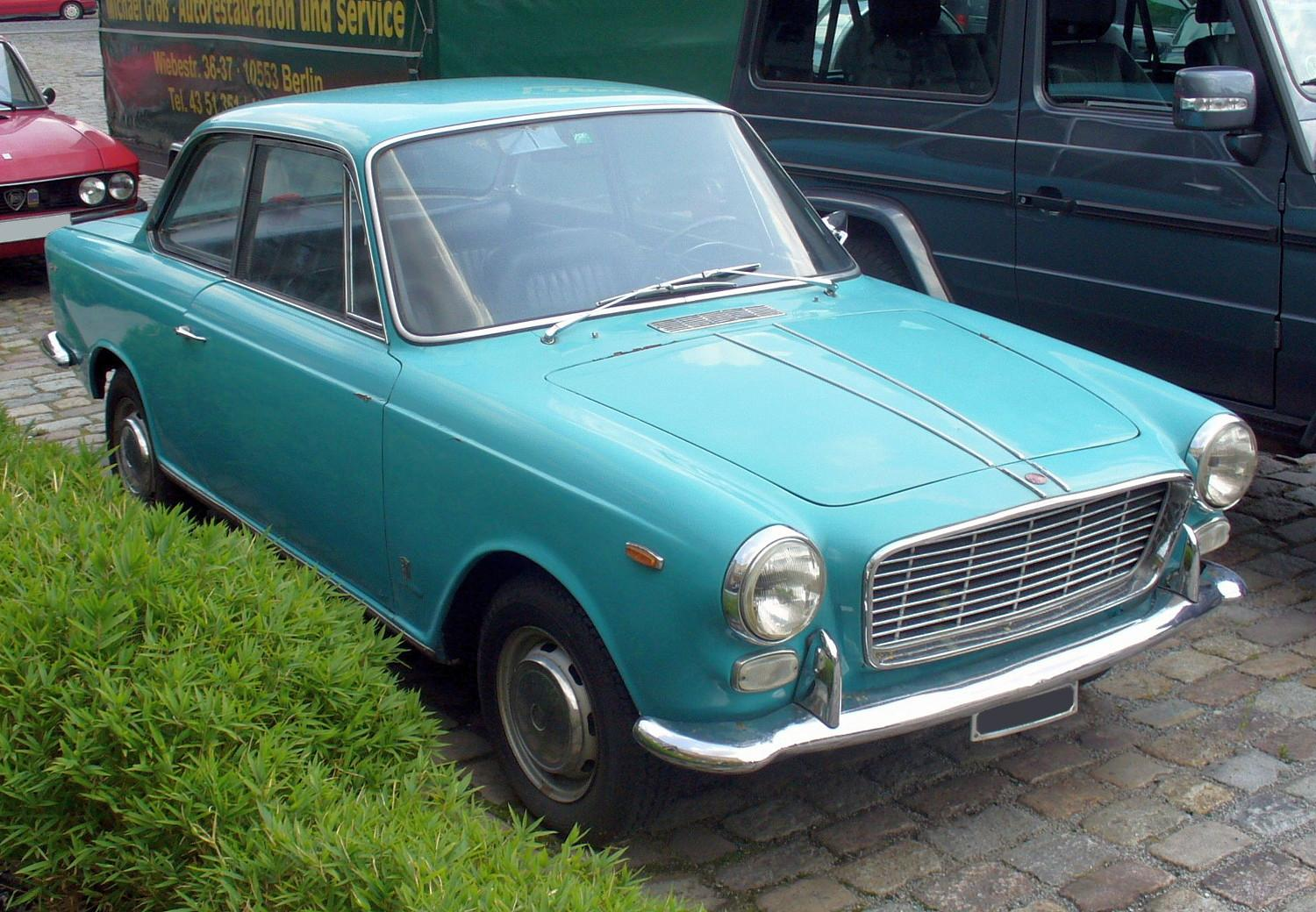
フィアット・1300/1500 クーペ（1962年）
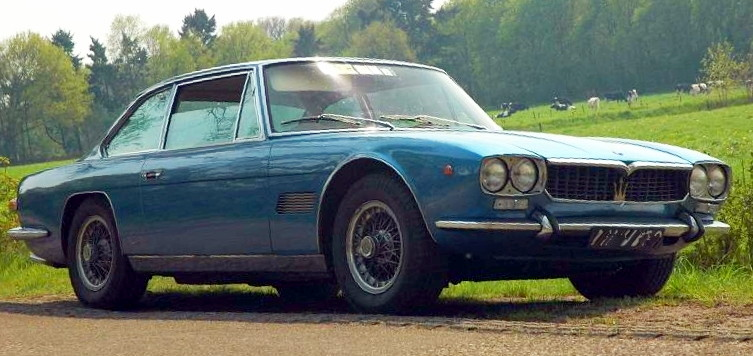
マセラティ・メキシコ（1965年）
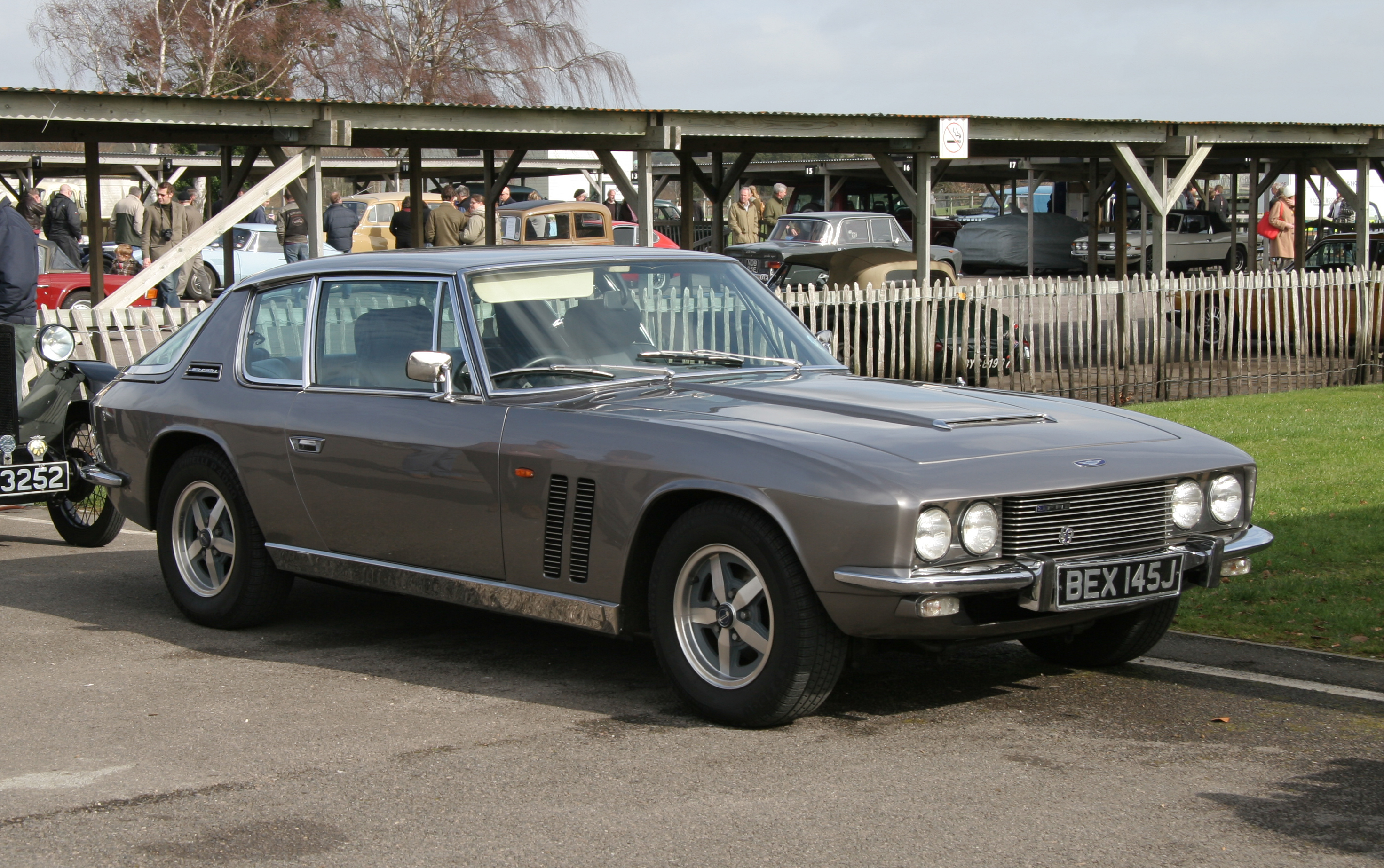
ジェンセン・インターセプター（1966年）
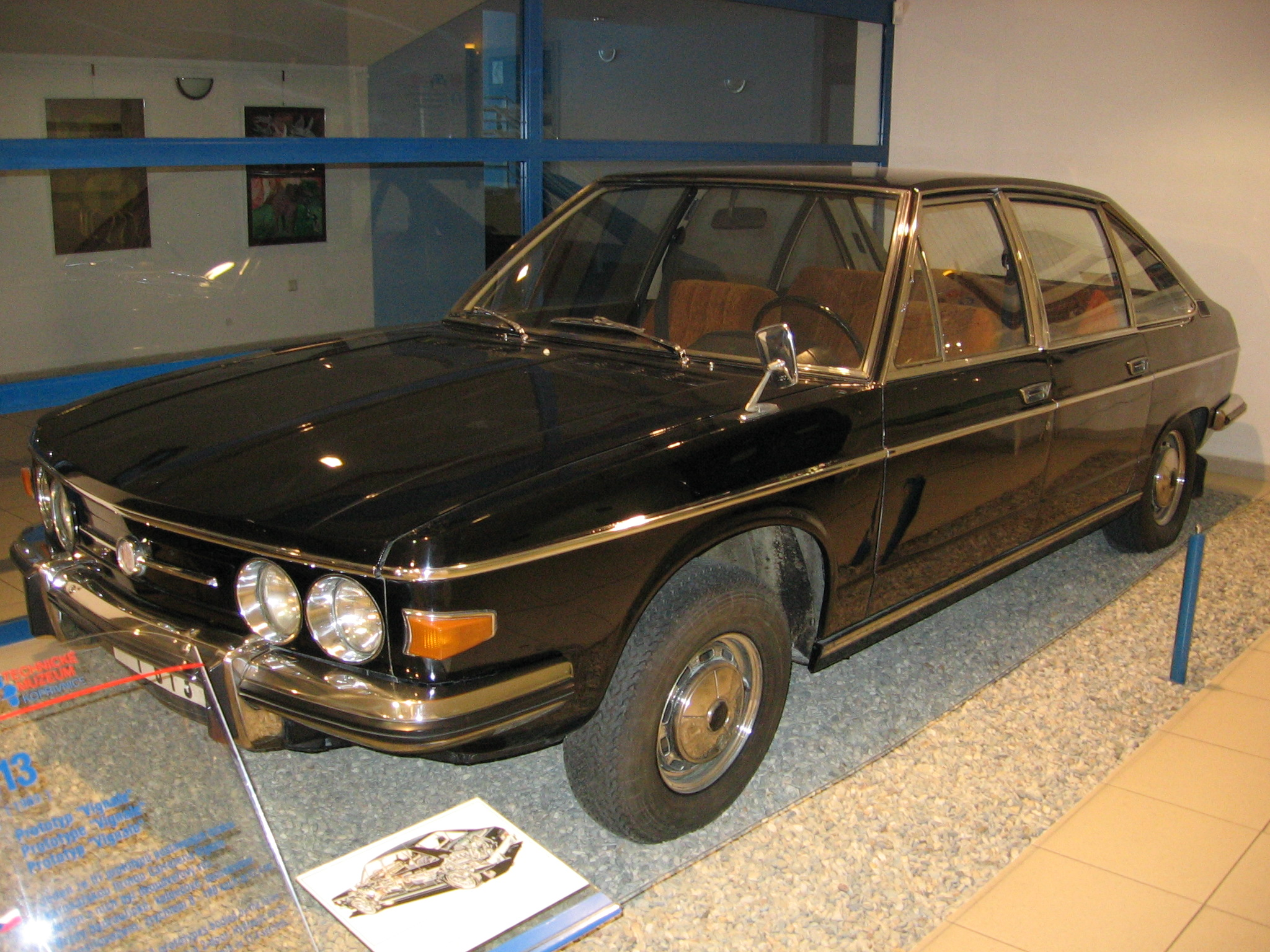
タトラ・613（1968年）
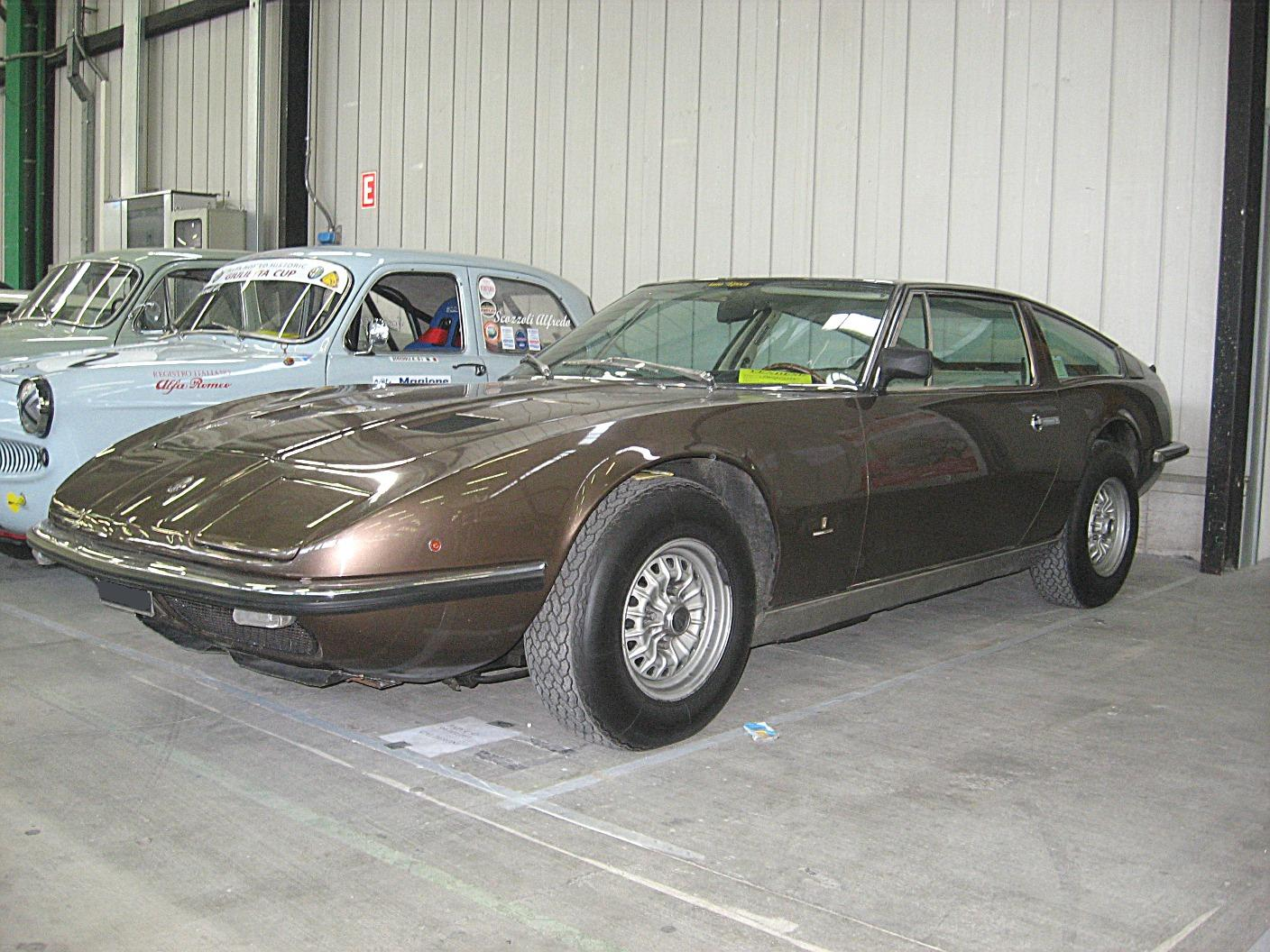
マセラティ・インディ（1968年）